# Tres músicos
Tres músicos o Los músicos es una pintura al óleo de Diego Velázquez, presumiblemente una de las primeras obras conservadas del pintor sevillano. En el siglo XIX se encontraba en Irlanda, en la colección La Touche, de donde pasó a Londres y ya en 1906 al Kaiser Friedrich Museum de Berlín, encontrándose actualmente en la Gemäldegalerie de esa misma ciudad. Se conocen cuatro copias antiguas de esta composición, de peor calidad, una de ellas en colección privada de Barcelona.

## Historia
Los Tres músicos, recogidos en el catálogo de López-Rey con el número 1, fueron incorporados al corpus velazqueño por Aureliano Beruete en 1906, cuando el cuadro salió a subasta en Londres y fue adquirido por el museo berlinés. Los rasgos del más joven recuerdan efectivamente los del mismo personaje en otras obras de la primera etapa de Velázquez, aunque en este caso los hace más duros el tratamiento de las masas de color como esculpidas a espátula y animadas sólo en la parte intensamente iluminada por ligeras pinceladas de color blanco, apuntadas apenas en lo alto de la frente y en pocos lugares más. Es él quien se dirige al espectador, invitándole a sumarse al alegre grupo de músicos y bebedores. No hay ninguna prueba de que sea éste el «aldeanillo» que según afirmaba Francisco Pacheco tenía «cohechado» Velázquez durante su etapa de aprendizaje y que le servía de modelo en diferentes posturas, pero nada hay tampoco que se oponga a ello. La intuición de Beruete, seguida de forma mayoritaria por la crítica, parece haber quedado confirmada con el estudio de las radiografías, que han revelado algunos arrepentimientos en el personaje que ocupa el centro de la composición, afectando especialmente al traje completamente repintado de negro, perdiéndose con ello los grises matizados del primer estado. Por otra parte, bajo la Cabeza de hombre joven de perfil del Museo del Hermitage se ha descubierto en la radiografía la existencia de otra cabeza anterior estrechamente relacionada con la del personaje central en el lienzo de Berlín.

## Descripción
El cuadro se inscribe en el género que Pacheco denominó de «figuras ridículas con sugetos varios y feos para provocar a risa». Dos hombres con instrumentos musicales cantan en tanto el tercero, el más joven de ellos, con la vihuela bajo el brazo y un vaso de vino en la mano, llama la atención del espectador con su sonrisa burlesca haciendo ver que es el vino el que inspira a los músicos. A su espalda un mono, con una pera en la mano, subraya el carácter grotesco de la escena. El propio nombre de bodegón dado por Pacheco a este tipo de pinturas de género se asocia con la denominación de las tabernas o mesones sevillanos, probable marco de actuación para estos músicos como indicaría la presencia ante ellos de una mesa con una hogaza de pan sobre una servilleta, una copa de vino y un queso con un cuchillo, que sirven además a Velázquez para realizar un estudio de las distintas texturas. La luz intensa y dirigida, proyectada desde la izquierda, provoca efectos de claroscuro.

## Influencias
Desde que Jonathan Brown cuestionase las que para muchos eran obvias influencias de Caravaggio en la elección de temas y tipos vulgares y en su tratamiento formal, atento a las dificultades para hallar en Sevilla obras originales de Caravaggio, vienen destacándose influencias flamencas, a través de la estampa, o italianas a través de colecciones sevillanas como la del duque de Alcalá, aunque su colección de pintura napolitana, y con ella los filósofos de José de Ribera, no llegase a Sevilla antes de 1632. El duque, propietario de un par de bodegones de Velázquez, estaba en posesión, en efecto, de alguna pintura del género llamado en Italia «pittura ridicola», pero relacionada más directamente con Vincenzo Campi que con Caravaggio y, en algún caso, como el cuadro de un «bufón que se come todo» de Diego de Rómulo Cincinnato, su pintura es posterior a la salida de Velázquez de Sevilla. La pintura satírica formaba, en cualquier caso, un género común a Italia y los Países Bajos, atestiguándose su temprano conocimiento en España en la obra de un modesto pintor llamado Juan Esteban, autor de un «bodegón de tienda» fechado en 1606.
El conocimiento por Velázquez de la obra de Caravaggio, al menos indirecto y a través de pinturas de este género o de sus copistas, se ha subrayado especialmente en el caso de los Tres músicos, en el que se ha señalado la influencia de Los jugadores de cartas (Kimbell Art Museum), una obra de Caravaggio pintada hacia 1594. En la forma de modelar y en las telas del músico situado a la derecha pueden reconocerse también influencias de Luis Tristán, quien había viajado a Italia y practicaba un personal claroscurismo. Velázquez pudo, además, tener noticia de la fama de Caravaggio y de su método de pintar del natural, actuando ese conocimiento como un estímulo en el proceso de creación de sus propias obras, en las que más allá de ciertas semejanzas formales o tipológicas se advierte la radical independencia del pintor, tanto en relación con los bodegones de Caravaggio y los caravaggistas como en relación con su maestro.

## Contenido
La Fábula del Greco, en sus varias versiones, ha sido recordada por Peter Cherry a propósito de este lienzo de Velázquez por la presencia del mono, «animal vinculado al vicio», que podría conducir a una interpretación de tipo moral, como las que se podrían encontrar en otras pinturas de este género en las que personajes de baja condición retratados de forma grotesca eran ridiculizados como espejos del vicio. El propio Cherry, sin embargo, no encontrando evidencias de moralización, apunta como más probable que la intención de estos cuadros «sólo consistiera en ofrecer situaciones con un aire de júbilo báquico, apropiado al ambiente de una taberna», a la vez que a los espectadores más acomodados podían resultarles graciosos, por lo ridículo, de modo semejante a como podían encontrar distraídas las aventuras de las novelas protagonizadas por pícaros de clase social ínfima. Las conocidas críticas de Vicente Carducho a los pintores de género, al margen de su posicionamiento en la controversia sobre la imitación del natural, ponen de manifiesto que un hombre culto de la época no encontraba intenciones aleccionadoras en tales pinturas, caracterizadas precisamente por la ausencia de un «asunto», en lo que, en último extremo, consistía la nobleza de la pintura, de la que carecían los bodegones pintados «sin más ingenio, ni más assunto, de avérsele antojado al Pintor retratar quatro pícaros descompuestos y dos mugercillas desaliñadas, en mengua del mismo Arte, y poca reputación del Artífice».
Tampoco se hacen evidentes las intenciones morales atendiendo a Francisco Pacheco, quien aludía a este género de pinturas como puros objetos de entretenimiento, únicamente destinados a provocar la risa. Pero la posición de Pacheco ante el bodegón, como han observado Peter Cherry y Benito Navarrete Prieto entre otros, queda matizada al tratar de los bodegones de su yerno, concebidos como medios a través de los cuales obtenía «la verdadera imitación del natural». En tanto ejercicios de estilo, sin sometimiento a las limitaciones que imponían los géneros tradicionales, la búsqueda de la verdadera imitación del natural llevaba aparejada en Velázquez una profunda investigación pictórica sobre los modos de representación visual. Su carácter intelectual radicaría entonces no en las interpretaciones alegóricas o los contenidos narrativos, sino en el modo de abordar de forma empírica los problemas ópticos y perspectivos, las calidades táctiles de la materia y la expresión psicológica del carácter y las emociones. La desfiguración de la guitarra vista a través del vaso de vino probaría el interés del joven Velázquez por esa clase de problemas de naturaleza pictórica, que también pudieron atraer a sus primeros cultos clientes, problemas de efectos ópticos que siguieron interesando al pintor en fechas tardías al abordar, por ejemplo, el movimiento de la rueca en Las hilanderas.